# Синицын, Алексей Михеевич
Алексе́й Михе́евич Сини́цын (14 (26) марта 1871 — после 1917) — член IV Государственной думы от Тульской губернии, крестьянин.

## Биография
Православный, крестьянин села Троицкого на Филиной Зуше Чернского уезда.
Окончил начальную школу. Занимался сельским хозяйством (40 десятин), первым из крестьян Чернского уезда выделился на хутор, где завел образцовое хозяйство. До избрания в Думу 7 лет был волостным старшиной, членом уездной землеустроительной комиссии и гласным уездного земского собрания. Кроме того, состоял попечителем двух школ и председателем церковно-приходского попечительства.
В 1912 году был избран в члены Государственной думы от Тульской губернии съездом уполномоченных от волостей. Входил во фракцию правых, после её раскола в ноябре 1916 года — в группу сторонников Н. Е. Маркова. Состоял членом комиссий: финансовой, продовольственной, по народному образованию, по местному самоуправлению, по исполнению государственной росписи доходов и расходов, а также о торговле и промышленности.
Во время Первой мировой войны работал в санитарном отряде В. М. Пуришкевича. Судьба после 1917 года неизвестна. Был женат.